# Thorichthys
Thorichthys és un gènere de peixos de la família dels cíclids i de l'ordre dels perciformes que és endèmic de l'Amèrica Central.

## Taxonomia
- Thorichthys affinis (Günther, 1862)[3]
- Thorichthys aureus (Günther, 1862)[3]
- Thorichthys callolepis (Regan, 1904)[4]
- Thorichthys ellioti (Meek, 1904)[5]
- Thorichthys helleri (Steindachner, 1864)[6]
- Thorichthys meeki (Brind, 1918)[7]
- Thorichthys pasionis (Rivas, 1962)[8]
- Thorichthys socolofi (Miller & Taylor, 1984)[9][10][11][12]